# 봉동읍
봉동읍(鳳東邑)은 전북특별자치도 완주군에 속해 있는 읍이다.

## 연혁
- 삼한 시대 : 마한에 속함
- 백제 : 우소저현(于召渚縣)
- 통일신라 : 우주(紆州)
- 조선 중기 : 우주현(紆州縣)
- 1914년 3월 : 봉상면 9개리, 우동면 5개리를 합쳐서 봉동면을 신설
- 1973년 7월 : 대통령령 제6543호에 의해 봉동읍으로 승격
- 1993년 12월 : 삼례읍 수계리 일부가 봉동읍 구암리에 편입됨

## 행정 구역
- 고천리
- 구만리
- 구미리
- 구암리
- 낙평리
- 둔산리
- 성덕리
- 신성리
- 용암리
- 율소리
- 은하리
- 장구리
- 장기리
- 제내리

## 교육
- 백제예술대학교
- 완주고등학교
- 완주봉서중학교
- 완주중학교
- 봉서초등학교 (둔산리)
- 봉성초등학교 (성덕리)
- 봉동초등학교 (장기리)
- 용봉초등학교 (구만리)
- 청완초등학교 (구미리 → 둔산리)

## 주거

### 아파트
- 봉동주공 - 2007년 11월 입주 / ㈜흥건사, 양우건설